# Wilemania moltrechti
Wilemania moltrechti là một loài bướm đêm trong họ Geometridae.